# PEN
PEN je tudi mednarodna kratica za valuto Perujski novi sol (ISO 4217).
PEN je kratica za mednarodno združenje književnikov: pesnikov, esejistov in pisateljev (Poets-Essayists-Novelists). Združenje je sestavljeno iz posameznih enot (centrov PEN), ki delujejo v okviru posameznih držav in komunicirajo z ostalimi neposredno ali preko glavnega sedeža PEN v Londonu. 
Prvi center PEN je bil ustanovljen v Londonu leta 1921, po njegovem vzoru pa se je do leta 2005 osnovalo 135 centrov v več kot 100 državah in se vključilo v to mednarodno združenje. 
Dvakrat, v letih 1965 in 2005, je na Bledu potekal svetovni kongres PEN, ki ga je organiziral slovenski center PEN, tam pa od leta 1984 zaseda tudi Odbor pisateljev za mir mednarodnega PEN, ustanovljen na pobudo slovenskega centra.